# عضرفوط مقنع شائك القفا
العضرفوط المقنع شائك القفا (الاسم العلمي: Acanthosaura crucigera)، هو نوع من الزواحف يتبع فصيلة العضرفوطيات ضمن رتبة الحرشفيات.